# Heckenbach
Heckenbach település Németországban, Rajna-vidék-Pfalz tartományban. Lakosainak száma 237 fő (2023. december 31.).

## Népesség
A település népességének változása:
| Lakosok száma | 220  | 240  | 236  | 233  | 232  | 237  |
|               | 1975 | 2017 | 2019 | 2021 | 2022 | 2023 |